# Platicnèmids
Els platicnèmids (Platycnemididae) són una família d'odonats zigòpters de potes amples i de cap ample amb els ulls separats.
A nivell mundial n'hi ha al voltant de 190 espècies conegudes, en 25 gèneres.
Els Platicnèmids són de mida petita o mitjana. La majoria viuen prop d'aigües lentes amb molta vegetació.
A Europa només n'hi ha un gènere, Platycnemis, que té cinc espècies, de les quals tres es poden trobar a Catalunya:
- Polaines blau (Platycnemis pennipes)
- Polaines ruborós (Platycnemis acutipennis)
- Polaines lívid (Platycnemis latipes)

## Galeria

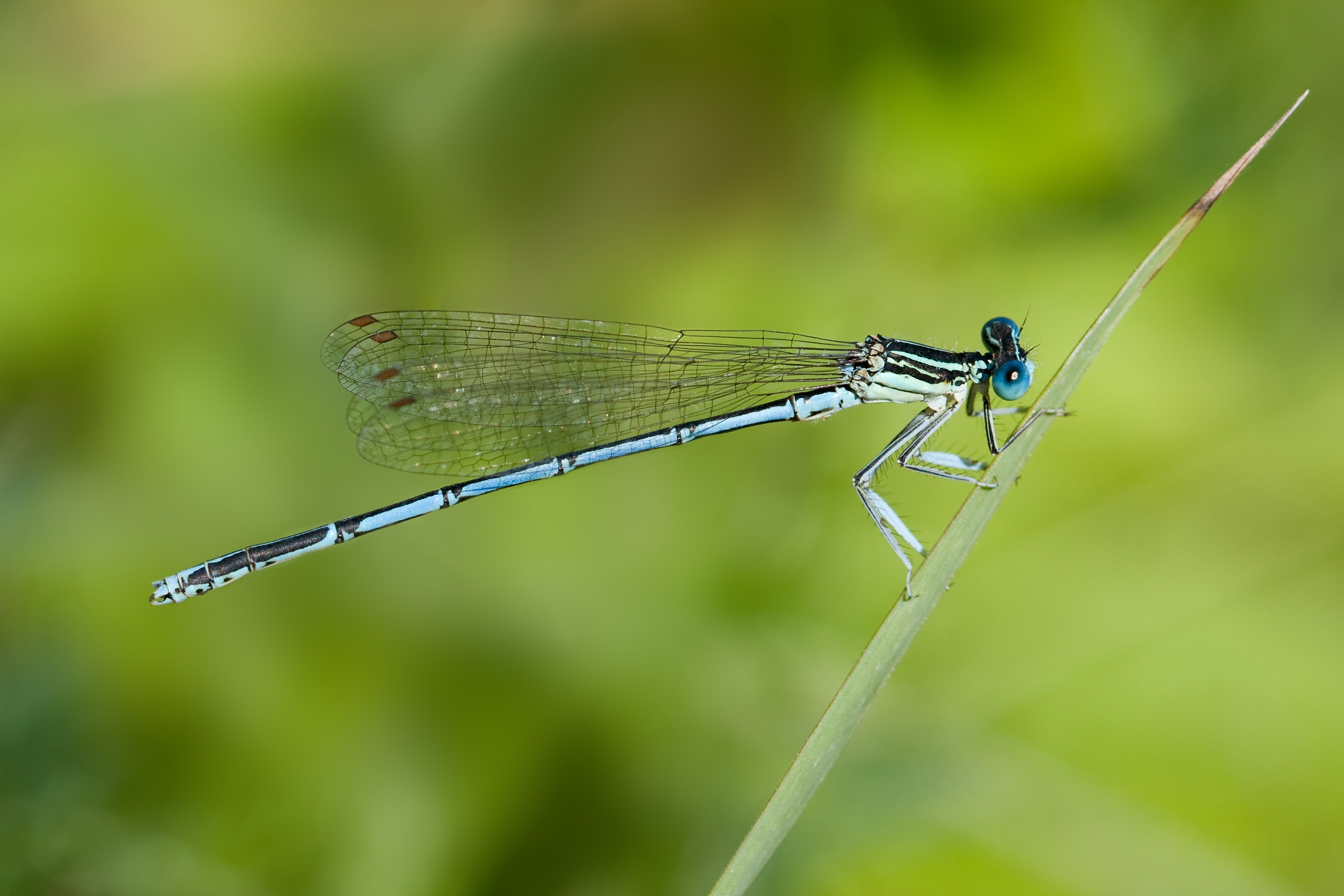
Platycnemis pennipes
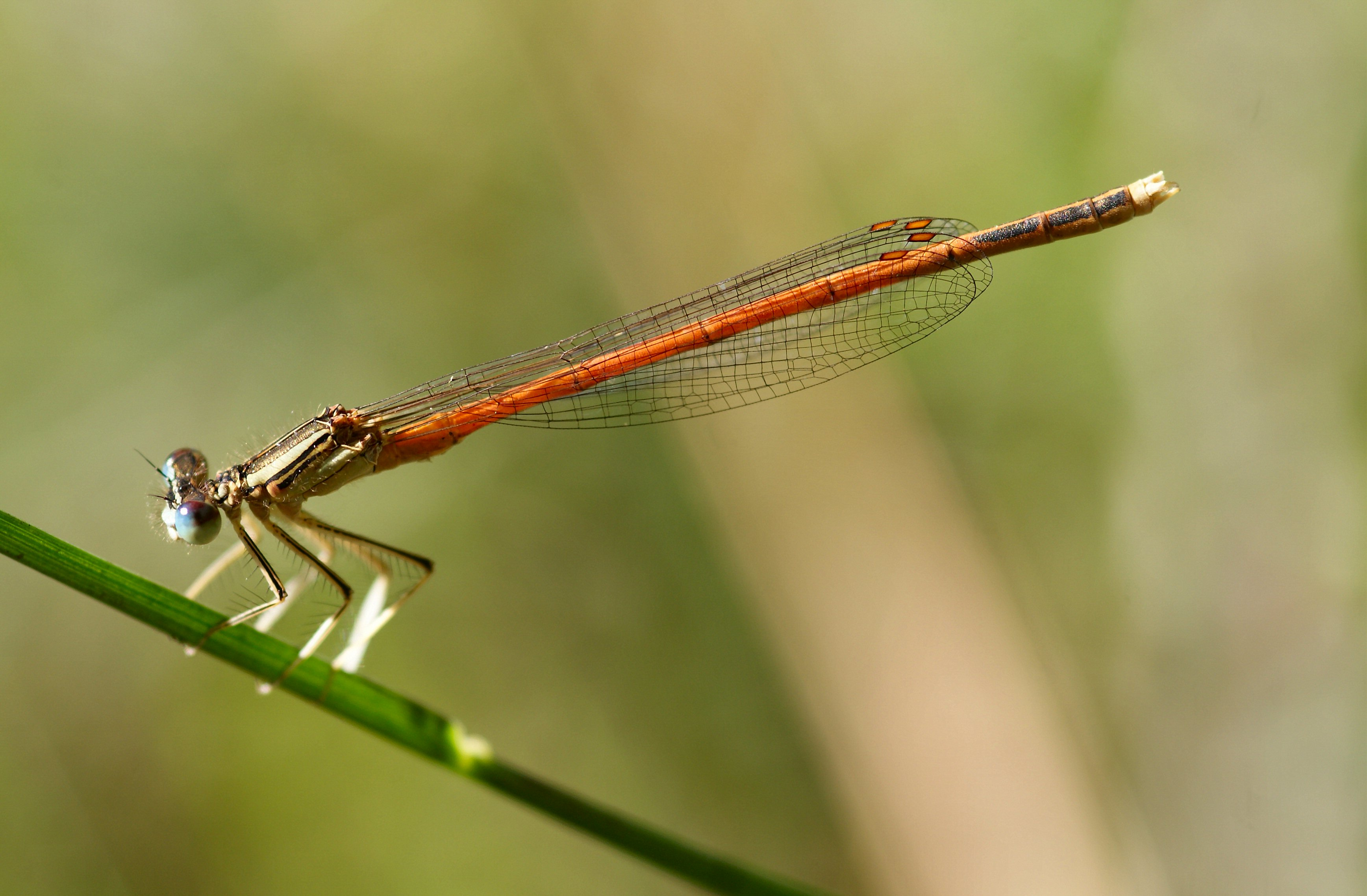
Platycnemis acutipennis
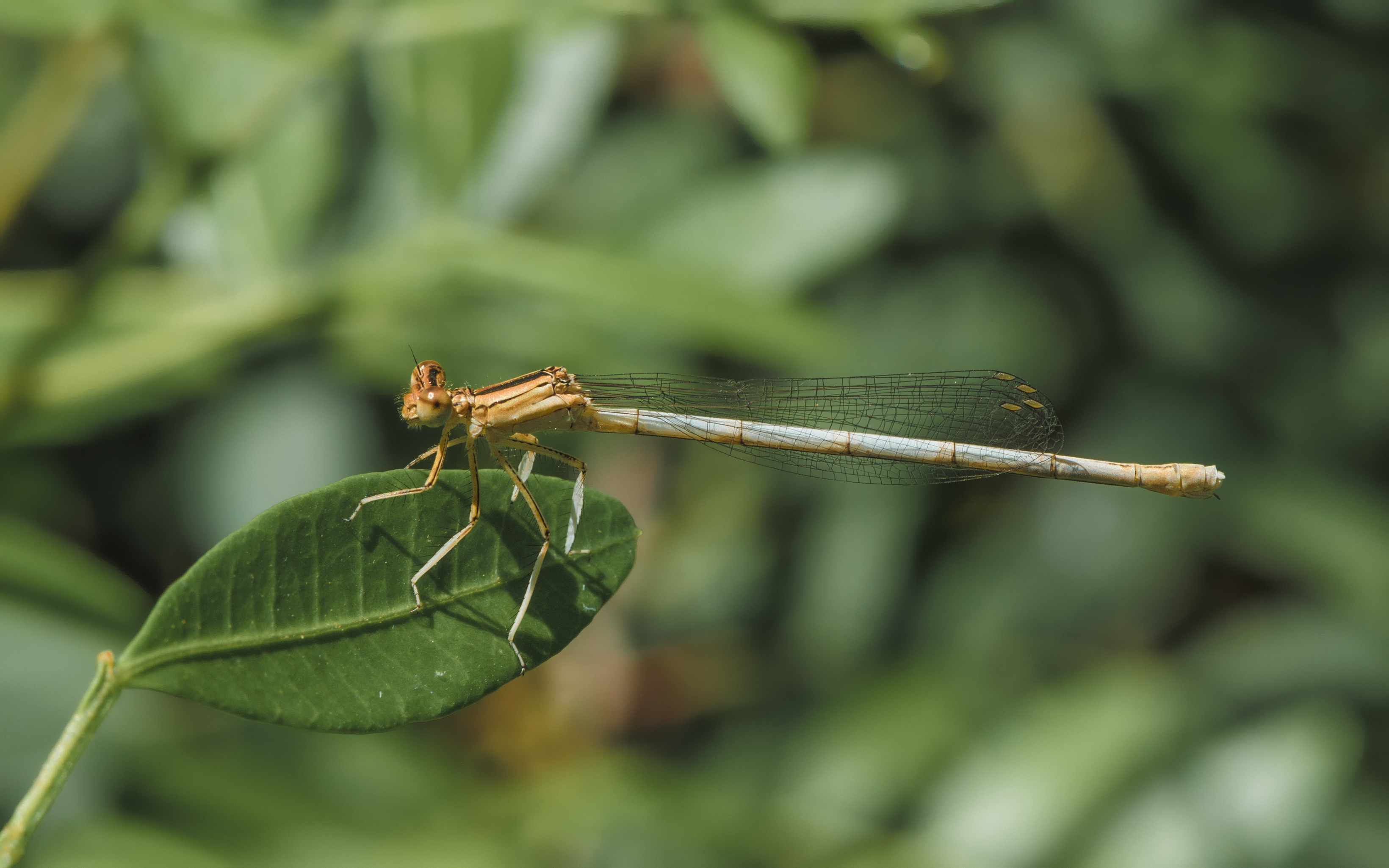
Platycnemis latipes